# Lateralitat
La lateralitat és la preferència que mostren la majoria dels éssers humans d'una banda del seu propi cos. En seria un exemple el fet de ser dretà o esquerrà. També pot ser aplicat als animals i a les plantes.

## Lateralitat humana
Un 90% dels éssers humans són destres. En català, la paraula "sinistre-a" (del llatí sinistra, 'a l'esquerra') a més de significar 'mà esquerra', s'empra també amb significats pejoratius i negatius (perquè descriu allò que és malintencionat o infeliç, o bé tot aquell dany que pogués ser indemnitzat per una companyia d'assegurances). En francès, la paraula gauche significa també 'maldestre' o 'indiscret'. En anglès, la paraula left ('esquerra') procedeix de l'anglosaxó lyft, que significa 'inútil' o 'feble'.

## Lateralitat forçada
Quan una persona és forçada a utilitzar la mà contrària a la que utilitza de manera natural es parla de lateralitat forçada (en el cas dels no dretans, "esquerrans contrariats").

## Ambidextres ilateralitat creuada
Es denomina ambidextre aquella persona que escriu amb totes dues mans o que utilitza ambdós costats del cos amb la mateixa habilitat.